# Східно-католицькі жертви радянського гоніння
Серед східно-католицьких жертв радянських переслідувань є єпископи та інші серед десятків тисяч жертв радянських переслідувань з 1918 р. до приблизно 1980 р. за державною ідеологією марксистсько-ленінського атеїзму.

## Під час Другої світової війни
Через два місяці після обрання 12 травня 1939 р. в Сінґоларі Анімі, папському листі до Священної Конгрегації Східної Церкви, Пій XII знову повідомив про переслідування католицької віри в Радянському Союзі. Через три тижні, вшановуючи пам’ять святого Володимира у 950-ту річницю його хрещення, він привітав русинських священиків та єпископів та членів російської колонії в Римі та помолився за тих, хто страждає у своїй країні, чекаючи зі своїми сльозами години пришестя Господнього.

## Придушення східних католицьких церков Сталіним

### Русинська церква
Після Другої світової війни Російська православна церква отримала певну свободу від атеїстичного уряду Йосипа Сталіна, який дотримувався вчення про марксистсько-ленінський атеїзм. Однак східно-католицькі (їх також називали східні) церкви, які були об'єднані з Римом, зазнали переслідувань. Лідери православних східних церков зазнали сильного тиску на розрив з Римом та об'єднання з Москвою. Папа Пій звернувся до Русинської католицької церкви, яка знаходиться в Україні. Деякі русини-католики називають себе русинами. Вони говорять на діалекті української мови. Традиційна батьківщина русинів поширюється на північний схід Словаччини та лемківський регіон на південному сході Польщі. До 1922 року ця територія в основному була частиною Австро-Угорщини. Після того, як значна частина території була додана до Польщі, що дотримується латинського обряду, розвинулася полонізація та значні проблеми для всіх православних та уніатських християн. Деякі русини, чинячи опір полонізації, почувались безлюдними від Ватикану і повернулися до Російської православної церкви під час Понтифікату Папи Пія XI.

### Українська греко-католицька церква
Після 1945 р. стверджувалося, що унія з Римом була польською змовою з метою домінування та знищення східної культури Української греко-католицької церкви: "Уніатські та православні віруючі та священики мусили страждати під польськими єпископами латинського обряду та полонізації. Але тепер вони звільнені Радянською армією під керівництвом незрівнянного маршала Йосипа Сталіна, і тому подальші зв'язки з Римом більше не потрібні".

### Роль російського православного патріарха
Новий патріарх Московський Олексій I закликав усіх католиків Радянського Союзу до відокремлення від Риму:
- Звільнись! Ви повинні розірвати ватиканські ланцюги, які кидають вас у прірву помилок, темряви та духовного занепаду. Поспішайте, поверніться до своєї справжньої матері, Російської православної церкви! [4]

Папа Пій XII відповів: "Хто не знає, що патріарх Олексій I, нещодавно обраний російськими єпископами-дисидентами, відкрито підносить і проповідує перебіг Католицької церкви. У листі, який нещодавно був адресований Русинській церкві, листі, який не мало сприяв переслідуванню?".

### Orientales omnes Ecclesias
Orientales omnes Ecclesias посилається на резолюції ООН про світ толерантности, вільний від релігійних переслідувань. Пій продовжує: Це дало нам надію на те, що мир і справжня свобода будуть надані скрізь Католицькій церкві, тим більше, що Церква завжди навчала і навчає, що дотримання обрядів законно встановленої цивільної влади всередині сфери і межі її повноважень є обов’язком совісті. Але, на жаль, події, про які ми згадали, сильно та гірко послабили, майже знищили нашу надію та впевненість, що стосується земель русинів.
Папа знав про спроби відокремити уніатські церкви від Риму, а також усвідомлював, що за місяці, що передували енцикліці Orientales omnes Ecclesias, усіх католицьких єпископів Української церкви було заарештовано. Йосиф Сліпий, Григорій Хомисин, Іоанн Лайсевкий, Ніколас Карнецький, Йосафат Коциловський Деякі, зокрема єпископ Нікетас Будка, загинули в Сибіру. 

### Показати випробування
Піддавшись сталінським показовим процесам, вони всі отримали суворі вироки. Решта керівників ієрархій та керівники усіх семінарій та єпископських контор були заарештовані та судимі в 1945 та 1946 роках. 1 липня 1945 року близько трьохсот священиків Єдиної Церкви писали Молотову. Вони протестували проти арешту всіх єпископів та значної частини католицького духовенства.  Після того, як Церква була позбавлена усього керівництва, розвинувся "стихійний рух" за відокремлення від Риму та об'єднання з Російською православною церквою. Потім відбулися масові арешти священиків. У Лемкові близько п'ятсот священиків було ув'язнено у 1945 році  або відправлено до ГУЛАГу, який офіційно називали "невідомим пунктом призначення з політичних причин". 

### Подальша конфіскація майна
Католицьку церкву було знищено, церковні установи конфісковано та експропрійовано; церкви, монастирі та семінарії закриті та розграбовані.  Після війни католицькі уніатські церкви були інтегровані під Московський патріархат, після того як 6 березня 1946 р. Були арештовані всі проживаючі єпископи та апостольські адміністратори  Таким чином католицька церква України була ліквідована. Все майно було передано православній церкві за патріарха Московського.

### Деякі переслідували єпископів
- Никита Будка
- Вальтер Цішек
- Потапі Ємельянов
- Леонід Федоров
- Климент Шептицький
- Йосиф Сліпий
- Василь Величковський
- Теодор Ромжа

## Папські енцикліки про переслідування
Енцикліка Orientales omnes Ecclesias - це короткий зміст відносин між уніатованими (східними) церквами та Римом до переслідувань 1945 року. Папа Пій XII представляє всебічний історичний огляд возз’єднання, щоб показати численні випробування та криваві переслідування, а також переваги унії для вірних в Україні. У Sacro Vergente ця історія повторюється з огляду на взаємини з Росією загалом. Він знову заперечує комунізм, але не комуністів . Ті, хто помиляється, завжди раді.  У коледжі св. Йосафата він оплакує жахливі зміни за останні двадцять років у Росії, єпископи, ув'язнені, у концтаборах, заборонені додому, вбиті в тюрмі, лише з однієї причини, вони вірні Святому Престолу. 
Orientales Ecclesias розглядає зусилля Ватикану щодо поліпшення відносин зі східними Церквами. Папа Пій XII згадує як два приклади присвоєння імені східного кардинала Грегуара-П’єра Агагіанія та реформу Східного канонічного права . Але найбільш процвітаючі християнські громади знищені безслідно в наші дні. Він не знає подробиць, окрім того, що багатьох єпископів та священиків депортують у невідомі місця, до концтаборів та тюрем, а деякі перебувають під домашнім арештом. AAS 1952, Orientales Ecclesias 5 У Болгарії єпископа Боссількова стратили разом з багатьма іншими. Але Болгарія не одна. Багатьох позбавляють найелементарніших природних прав та прав людини, а також жорстоко поводяться з ними вкрай екстремально. Страждання в Україні величезні.  Папа особливо посилається на київський показовий процес проти єпископів східної Церкви. Все-таки є причина для затишку та надії: сила вірних. Християнська віра робить кращих громадян, котрі використовують свою Богом дану свободу, щоб працювати на благо своїх суспільств задля сприяння справедливості та єдності.  На завершення Папа вимагає публічних молитов за переслідуваних у всьому світі і сподівається, що вони можуть відкрити в'язниці та розслабити ланцюги в цих країнах.
Новімус Нос - це лист до єпископів східного обряду з проханням про віру, силу та надію. Папа висловлює своє полум'яне прагнення до єдності всіх східних християн із західною церквою і втішає тих, хто страждає у в'язниці або невідомо де, за віру і вірність Святому Престолу. У « Фульгенс короні», присвяченій 100-річчю догми про Непорочне Зачаття Діви Марії, Папа Пій нагадує всьому світу про страждання та переслідування в Росії та присвячує її особливому захисту Марії, у якої так багато російських послідовників.
- - 1. Singulari Animi, Апостольський лист, 12 травня 1939 р., AAS 1939, 258
  - 2. 950-та річниця Хрещення Святого Володимира, Discorsi 1939, 163
  - 3. Orientales omnes Ecclesias, Енцикліка, AAS 1946, 33
  - 4. Sempiternus Rex, Енцикліка, 8 вересня 1951 р., AAS 1951, 624
  - 5. Sacro Vergente, Апостольський лист, 7 липня 1952 р., AAS 1952, 505
  - 6. Виступ у коледжі св. Йосафата, 15 грудня 1952 р., AAS 1952, 876
  - 7. Orientales Ecclesias, енцикліка, 15 грудня 1952 р., AAS 1953, 5
  - 8. Новімус Нос, апостольський лист, 20 січня 1956 р., AAS 1956, 260
  - 9. Енцикліка Fulgens corona, 8 вересня 1954 р., AAS 1954, 577

## Період десталінізації
Після смерті Йосипа Сталіна в 1953 р. "Мирне співіснування" стало предметом численних дискусій. У своєму Різдвяному посланні 1954 року Пій XII визначив можливості та передумови мирного співіснування. Він зазначив готовність Ватикану практичної співпраці, по можливості в інтересах вірних. Повільний темп десталінізації та радянські придушення Угорської революції не дали результатів, окрім незначних поліпшень у Польщі та Югославії після 1956 року. У січні 1958 р. Міністр закордонних справ СРСР Андрій Громико висловив готовність Москви мати офіційні відносини з Ватиканом у світлі позиції Папи Пія XII щодо світового миру та використання атомної енергії в мирних цілях, позиція якої, на його думку, була ідентичною з політикою Кремля.  Ватикан не відповів офіційно, і повідомлення про неофіційні контакти не будуть відомі до 2028 року, коли архіви Ватикану відкриють доступ до всіх документів понтифікату Пія XII. 
[джерело?]